# Cours à terme
En finance, le cours à terme (par opposition au cours comptant ou cours spot) est un cours de change fixé à l'avance pour se prémunir du risque de fluctuations des cours (appelé risque de change).  Le cours à terme est conclu dans le cadre d'une opération de change à terme.